# Хилл (тауншип, Миннесота)
Хилл (англ. Hill) — тауншип в округе Китсон, Миннесота, США. На 2000 год его население составило 18 человек.

## География
По данным Бюро переписи населения США площадь тауншипа составляет 83,6 км², из которых 82,9 км² занимает суша, а 0,8 км² — вода (0,90 %).

## Демография
По данным переписи населения 2000 года здесь находились 18 человек, 7 домохозяйств и 7 семей. Плотность населения —  0,2 чел./км². На территории тауншипа расположено 10 построек со средней плотностью 0,1 построек на один квадратный километр. Расовый состав населения: 100,00% белых.
Из 7 домохозяйств в 28,6 % воспитывались дети до 18 лет, в 100,0 % проживали супружеские пары и в 0,0 % домохозяйств проживали несемейные люди. Средний размер домохозяйства — 2,57, а семьи — 2,57 человека.
11,1 % населения — младше 18 лет, 11,1 % — в возрасте от 18 до 24 лет, 44,4 % — от 25 до 44, 11,1 % — от 45 до 64, и 22,2 % — старше 65 лет. Средний возраст — 40 лет. На каждые 100 женщин приходилось 157,1 мужчин. На каждые 100 женщин старше 18 приходилось 128,6 мужчин.
Средний годовой доход домохозяйства составлял 34 167 долларов, а средний годовой доход семьи —  34 167 долларов. Средний доход мужчин —  46 250  долларов, в то время как у женщин — 0. Доход на душу населения составил 9814 долларов. За чертой бедности находились 16,7 % семей и 27,3 % всего населения тауншипа, из которых 50,0 % младше 18 лет.